# Helga-Maria Pacher
Helga-Maria Pacher, seltener auch Helga Maria Pacher (* 1. November 1922 in Graz; † 21. August 1971), war eine österreichische Anthropologin.

## Leben
Helga-Maria Pacher wurde am 1. November 1922 in der steirischen Landeshauptstadt Graz geboren. Dort studierte sie anfangs Biologie an der Universität Graz und später Anthropologie, Zoologie, Botanik und Psychologie an der Universität Wien. Noch vor ihrer Promotion im Jahre 1946 arbeitete sie von 1944 bis 1945 als Laborantin am Anthropologischen Institut der Universität Wien. Ebendort agierte sie von 1949 bis 1950 unter dem Professor Josef Weninger, der zu diesem Zeitpunkt auch Präsident der Anthropologischen Gesellschaft in Wien war, als zweite Assistentin. 
Von 1960 bis zu ihrem frühen Tod im Jahre 1971 trat sie als Oberassistentin am Anthropologischen bzw. Humanbiologischen Institut in Erscheinung.
Sie war Spezialistin für die Rudolf Pöch’sche Sammlung, die sogenannte Buschmann-(Skelett-)Sammlung, die heute von der Österreichischen Akademie der Wissenschaften (ÖAW) und dem Naturhistorischen Museum Wien verwaltet wird. Bereits die österreichische Anthropologin Emilie Bondy-Horowitz (1897–1938) promovierte im Jahre 1925 mit einer Dissertation über Die R. Pöch’sche Sammlung von Schädeln aus Deutsch-Neu-Guinea. Die Anvertrauung der anthropologische Bearbeitung der Buschmann-(Skelett-)Sammlung erfolgte gegen den Willen Hella Pöchs, der Witwe Rudolf Pöchs und selbst eine Anthropologin. 
Im Alter von 48 Jahren verstarb Pacher am 21. August 1971; nähere Umstände ihres Todes sind nicht bekannt.

## Werke
- Biometrischer Vergleich der Bevölkerungsgruppen von St. Jakob im Rosenthal (Kärnten) und Marienfeld im Banat (Rumänien), Dissertation, 1946.
- Anthropometrischer Vergleich zweier mitteleuropäischer Bevölkerungsgruppen (St. Jakob im Rosenthal, Kärnten und Marienfeld, rumän. Banat), 1952
- Anthropologische Untersuchungen an den Skeletten der Rudolf Pöch’schen Buschmannsammlung (= Pöchs Nachlass A, Band 12), 1962

### In Sammelwerken
- Maori Schädel. In: Mitteilungen der Anthropologischen Gesellschaft in Wien/MAG, 1947, 33, S. 73–77
- Die Problematik um den Begriff „Mediterrane Rasse“. In. MAG, 1949, S. 78–79
- Die Menschheitsgeschichte im Lichte der anthropologischen Forschung. In: Österreichische Hochschulzeitung I/10, 1949, S. 2–3